# Kerbeffekt
Der Kerbeffekt ist eine physikalische Erscheinung an Werkstoffen, die zu einer Zerstörung durch Bruch oder Riss führt und ihren Ausgangspunkt an einer Kerbe hat.
Die Anfälligkeit gegenüber Kerbeffekten ist materialabhängig und z. B. bei Aluminium und seinen Legierungen sehr groß.
Kerben in einem Werkstück können konstruktionsbedingt vorliegen, durch Bearbeitungsprozesse und/oder ungewollt entstehen.

## Arten und Vorkommen von Kerben (Beispiele)
- Eine konstruktionsbedingte Kerbe besteht z. B. an einer Schraube im Bereich des Überganges vom Schaft zum Kopf. Merke: Eine zu fest angezogene Schraube reißt stets am Kopf oder im geschnittenen Gewinde ab.
- Ein durch äußere Umstände entstandener Einriss in einem Werkstück stellt an seinem Ende eine Kerbe dar, die den Kerbeffekt auslösen kann und zu einem „Weiterlaufen“ des Einrisses führt.
- Spannungsrisse können ebenfalls Kerbeffekte auslösen.
- Eine durch Bearbeitung entstandene Kerbe ist z. B. die Spur („Riss“) der Reißnadel auf einem Werkstück.

(Im Flugzeugbau ist die Verwendung von Reißnadeln regelmäßig verboten; zum Anreißen von Linien dürfen nur spezielle „Blei“- oder Farbstifte verwendet werden, die die Werkstoffoberfläche nicht ritzen).
- Kerben durch Werkzeugspuren (Drehstähle, Fräser, Gravierwerkzeuge, Gewindeschneidwerkzeuge etc. – alle spanenden Werkzeuge)
- Bei eckigen Durchbrüchen in einem Bauteil besteht die Gefahr des Kerbeffektes in jeder Ecke.

## Entstehung und Folgen des Kerbeffekts
An der tiefsten Stelle der Kerbe entsteht ein Riss (Gefügetrennung) auf Atom-/Kristallebene, der sich durch das Material fortpflanzt und zu einer Schwächung des Materials an dieser Stelle und zur langfristigen Zerstörung führt. Kerbeffekte sind oft Auslöser für einen Ermüdungsbruch an mechanisch beanspruchten Stellen eines Bauteils.

## Verhinderung des Kerbeffektes
- „Verrundung“ von Kerben durch geeignete Maßnahmen. Dies wird bevorzugt bei Schrauben im Übergangsbereich Schaft/Kopf vorgenommen. Obwohl dadurch oft eine Querschnittsverringerung entsteht, ist die Schraube belastbarer als ohne diese Maßnahme.
- Rollen oder Pressen von Gewinden anstelle des Schneidens (Verrundung der Kanten)
- Verbot der Verwendung von Reißnadeln (s. o.) sowie Vermeidung jedweder Oberflächenverletzung des Werkstückes (z. B.: Riefen spanender Bearbeitung!).
- Bestehende Einrisse in einem Werkstück (sofern der Einriss noch kein Problem darstellt) werden am Ende „ausgebohrt“, d. h. eine Bohrung mit bestimmten Durchmesser wird eingebracht, um das „Weiterlaufen“ des Risses zu vermeiden.
- Verrundung (z. B. durch Ausbohren) der Ecken von eckigen Durchbrüchen in Werkstücken.
- Verwendung von Werkstoffen, die weitgehend unempfindlich gegenüber dem Kerbeffekt sind.

## Schlussbemerkungen
Obwohl der Kerbeffekt i. d. R. unerwünscht ist, bietet er die Möglichkeit, Werkstoffe gezielt und leicht zu zerteilen: Nach Kerbung der Oberfläche kann durch Brechen gezielt getrennt werden (z. B. Steinbearbeitung).